# Charlotte Vanhove
Cécile Caroline Charlotte Vanhove, later Madame Petit, Madame Talma, Comtesse de Chalot en Comtesse Vanhove (Den Haag, 10 september 1771 – Parijs, 11 april 1860) was een in Nederland geboren Franse toneelspeelster en schrijfster, die vooral in Parijs furore maakte. Zij was tevens de maîtresse, later echtgenote van François-Joseph Talma, de grootste Franse acteur van zijn tijd.

## Biografische schets
Charlotte Vanhove werd geboren als jongste van twee dochters van Charles-Joseph Vanhove en Andrée Coche. Over haar afkomst en eerste levensjaren is weinig bekend. Vader Vanhove (1739-1803) kwam oorspronkelijk uit het Noord-Franse Rijsel. Over haar moeder zijn geen details bekend. Beide ouders waren toneelspelers en hadden elkaar mogelijk in de theaterwereld leren kennen. Ze trouwden in Den Haag, waar Charlotte ook werd geboren. Haar vader werd in 1777 lid van de Comédie-Française en twee jaar later sociétaire van dit gerenommeerde theater. Charlotte moet al vroeg blijk van talent hebben gegeven, want ze debuteerde al op 14-jarige leeftijd bij de Comédie-Française (als Iphigénie). Aanvankelijk moest ze zich tevreden stellen met ondergeschikte rollen, maar geleidelijk aan breidde het aantal rollen zich uit.

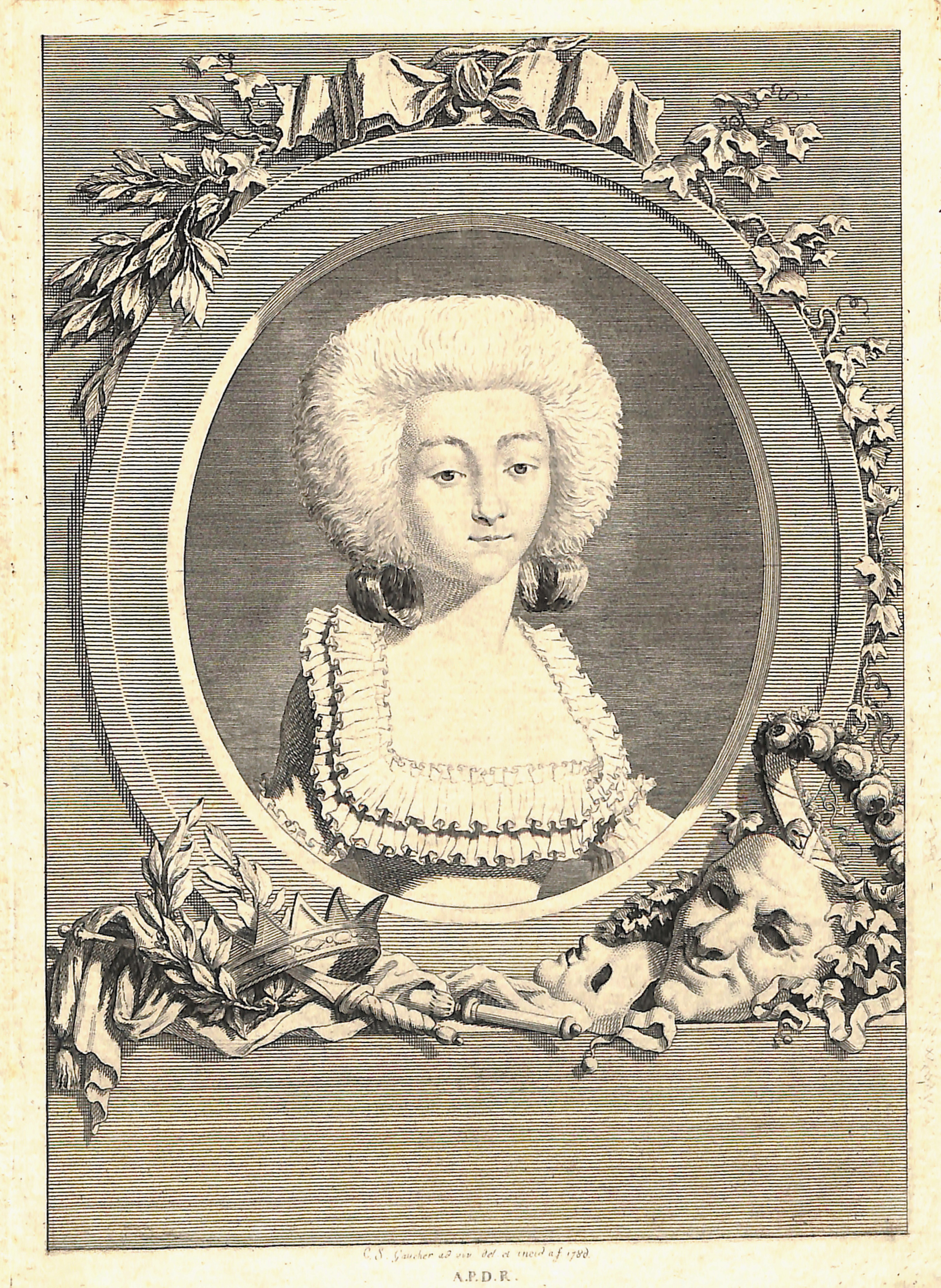
Portret op 14- of 15-jarige leeftijd (P.E. Gaucher, 1786)

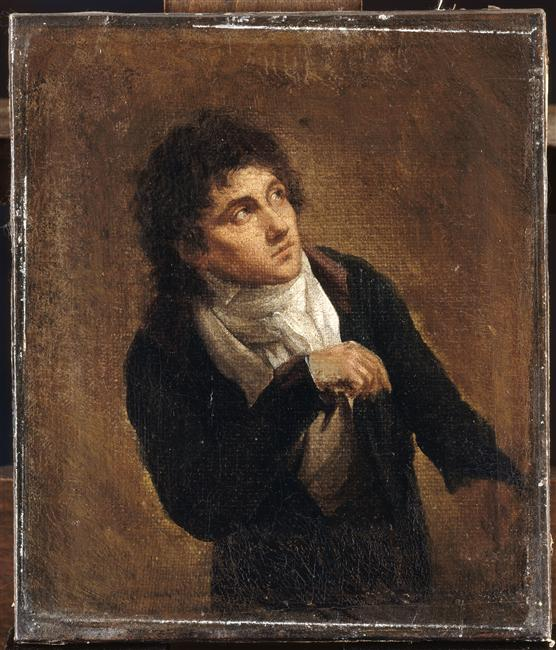
François-Joseph Talma, ca. 1800

Ze werd omschreven als een knappe blondine. In 1786 huwde ze, nauwelijks 15 jaar oud, de violist Louis-Sébastien Olympe Petit, waarna ze bekend stond als Madame Petit. Op 2 september 1793 werd ze, samen met andere koningsgezinde acteurs, gearresteerd op verdenking van samenzwering tegen de Franse Revolutie. Vijf maanden later kwam ze weer vrij en mocht ze haar werk als actrice hervatten bij het Théâtre de la République. Daar leerde ze de acteur François-Joseph Talma kennen en begon met hem een relatie. Talma was getrouwd met de welgestelde danseres Julie Carreau, die hij door zijn extravagante leefstijl vrijwel ruïneerde. Pas in 1801 kwam het tot een scheiding en een jaar later traden Talma en Vanhove in het huwelijk. Het paar bezat twee buitenhuizen in Brunoy, circa 20 km van Parijs. Al spoedig kwam Charlotte erachter dat haar man er meerdere maîtresses op na hield; met een van hen zou hij drie kinderen krijgen. Ook maakte hij grote schulden, dit ondanks het feit dat Napoleon Bonaparte hem financieel ondersteunde. Een poging om te scheiden mislukte.
Charlottes toneelcarrière bereikte rond 1800 een hoogtepunt. Zij speelde met succes in een groot aantal stukken. In 1797-98 trad zij samen met Talma op in Brussel. Het gezelschap maakte van daaruit een uitstapje naar Holland, maar verdere gegevens daarover ontbreken. Tussen 1803 en 1806 gaf ze samen met haar man gastoptredens in de Amsterdamse schouwburg, waar ze onder andere Othello speelden. In 1808 maakte ze met haar man opnieuw een Europese tournee, waarbij ze onder andere in Erfurt optraden voor Napoleon. Deze was een grote fan van Talma, maar hij uitte bij die gelegenheid zijn ongenoegen over Charlottes optreden. Ogenschijnlijk had dit geen effect op Charlotte, maar enkele jaren later trad ze toch terug uit de theaterwereld. In 1810 gaf ze haar laatste voorstelling en in 1816 kreeg ze officieel ontslag.
Na haar terugtreden wijdde Charlotte haar leven aan het schrijven van boeken (o.a. over theater; verder een roman en kinderboeken) en daarnaast aan tekenen en schilderen. De opvoeding van de drie kinderen van Talma en zijn maîtresse kwam voor haar rekening. Na de dood van Talma huwde ze in 1830 met een oude vriend, Jacques Antoine de Chalot, graaf van Chalot, een Zuid-Nederlandse(?) militair die het bracht tot luitenant-kolonel in het leger van Napoleon. Deze overleed spoedig daarna, waarna Charlotte zich "comtesse Vanhove" noemde. Op weg naar het theater, in haar rijtuig op de Champs Elysées, was ze jarenlang een bekende verschijning in Parijs. Ze overleed op 88-jarige leeftijd in haar hôtel particulier in Saint-Germain-des-Prés.

## Belangrijke rollen
De meeste van onderstaande rollen speelde Vanhove bij de Comédie-Française in Parijs:
- 1785: Junie, in Britannicus van Jean Racine
- 1785: Eugénie, in Eugénie van Pierre Beaumarchais
- 1785: Iphigénie, in Iphigénie van Jean Racine
- 1785: Aricie, in Phèdre van Jean Racine
- 1786: oudste dochter, in Le Chevalier sans peur et sans reproche van Jacques-Marie Boutet de Monvel
- 1786: Campaspe, in Apelle et Campaspe van Voiron
- 1786: Virginie, in Virginie van Jean-François de La Harpe
- 1786: Eliante, in Le Misanthrope van Molière
- 1787: Madame de Courval, in L'École des pères van Pierre-Alexandre Pieyre
- 1787: Zacharie, in Athalie van Jean Racine
- 1787: Angélique, in George Dandin van Molière
- 1787: Mariane, in Tartuffe van Molière
- 1788: Rosine, in Le Barbier de Séville van Beaumarchais
- 1793: Paméla, in Paméla ou La Vertu récompensée van Nicolas François de Neufchâteau naar Samuel Richardson
- 1795: Odéide, in Abufar ou La Famille arabe van Jean-François Ducis
- 1797: Cassandre, in Agamemnon van Népomucène Lemercier
- 1799: Mathilde, in Mathilde van Jacques-Marie Boutet de Monvel
- 1799: Elmire, in Tartuffe van Molière
- 1799: comtesse Almaviva, in La Mère coupable van Beaumarchais
- 1799: Saléma, in Abufar van Jean-François Ducis
- 1800: Camille, in Camille ou Amitié et imprudence van Constance de Théis (Madame Pipelet)
- 1800: Anne, in Montmorency van Henri de Carrion-Nizas
- 1800: Naïs, in Orphis van Népomucène Lemercier
- 1800: Malvina, in Oscar fils d’Ossian van Antoine-Vincent Arnault
- 1800: Hédelmone, in Othello ou le Maure de Venise van Jean-François Ducis, naar William Shakespeare

- 1800: la duchesse de Bragance, in Pinto ou la Journée d'une conspiration van Népomucène Lemercier
- 1801: Arzéline, in Foedor et Wladamir ou le Famille de Sibérie van Jean-François Ducis
- 1801: Anne de Boulen, in Henri VIII van Marie-Joseph Chénier
- 1801: Monime, in Mithridate van Jean Racine
- 1801: Andromaque, in Andromaque van Jean Racine
- 1801: Atalide, in Bajazet van Jean Racine
- 1802: Isule, in Isule et Orovèse van Népomucène Lemercier
- 1802: Félicie, in Le Roi et le laboureur van Antoine-Vincent Arnault
- 1803: Siri-Brahé, in Siri-Brahé ou les Curieuses van Henry Joseph Thurind de Ryss
- 1803: Célimène, in Le Misanthrope van Molière
- 1804: Clarence, in Shakespeare amoureux van Alexandre Duval
- 1804: Catherine, in Pierre le Grand van Henri de Carrion-Nizas
- 1805: madame Vilmont, in Le Tyran domestique van Alexandre Duval
- 1805: Amélie, in Amélie Mansfield van Louis François Marie Bellin de La Liborlière
- 1806: Lady Clara, in La Jeunesse de Henri V van Alexandre Duval
- 1806: Orphise, in Les Faux somnanbules van Jacques-Antoine de Révéroni Saint-Cyr
- 1807: Araminte, in Les Projets d'enlèvement van Théodore Pain
- 1807: la comtesse, in Le Mariage de Figaro van Beaumarchais
- 1808: Madame de Surville, in L'Homme aux convenances van Étienne de Jouy
- 1808: Madame de Mersenne, in Louise ou la Réconciliation van Julie Candeille
- 1809: Madame Franval, in Le Chevalier d'industrie van Alexandre Duval
- 1810: Madame Argante, in La Mère confidente van Pierre Carlet de Marivaux

## Nalatenschap
Van haar publicaties kunnen genoemd worden: Etudes sur l'art théâtral (Parijs, 1835), Particularités sur la vie intime de Talma en enkele anecdotes over haar leven als comédienne. Verder schreef of bewerkte ze enkele toneelstukken, onder andere Edmont et Juliette ou les Amants somnambules (1820), Le Château de Valmire ou Pauline et Théodore (1821), Réginalde ou la Vénitienne (1822) en Élinor ou l'Épouse coupable (1824).
- Bibliothèque nationale de France: cb10747369p (data)
- CiNii: DA17348901
- Gemeinsame Normdatei: 1159092141
- International Standard Name Identifier: 0000 0001 1947 4810
- Library of Congress Control Number: nr96029711
- LIBRIS: 305137
- Système universitaire de documentation: 155588621
- Virtual International Authority File: 22133647
- WorldCat: E39PBJgCPvPjKpXP7FJxyQYByd